# Fonsommes
Fonsomme (dawniej Fonsommes) – miejscowość i gmina we Francji, w regionie Hauts-de-France, w departamencie Aisne.
Według danych na styczeń 2014 roku gminę zamieszkiwały 544 osoby, a gęstość zaludnienia wynosiła 56,7 osób/km².